# Graham Bell (biólogo)
Graham Arthur Charlton Bell FRS FRSC (Leicester, Reino Unido, 3 de marzo de 1949) es un académico, escritor y biólogo evolutivo inglés con intereses en la evolución de reproducción sexual y el mantenimiento de variación. Desarrolló la teoría del "Banco Enredada" de la genética evolutiva después de observar el comportamiento asexual y sexual patrones de aphidoidea, así como rotíferos monogononta.

## Educación
Nació el 3 de marzo de 1949 en Leicester, Inglaterra. Bell se educó en Wyggeston Grammar School for Boys (escuela primaria situada Leicester, Inglaterra, que existió entre 1876 y 1976) y St Peter's College, Oxford, donde recibió un título de Bachiller en Artes en 1970, un Máster de grado de Artes en 1971, seguido por un Doctorado de Filosofía en ecología animal en 1973 para búsqueda en tritones lisos (Triturus vulgaris).

## Carrera profesional
Bell emigró a Canadá en 1975 donde trabajó como biólogo para el Servicio Civil de Alberta hasta 1976, año en el que se unió a la Universidad de McGill como conferenciante provisional. En 1989 fue nombrado profesor. En 1992 fue nombrado presidente de Genética de Molson, y entre 1995 y 2005 fue director del Museo Redpath.
Es autor de diferentes obras entre las que se incluyen: La obra maestra de la naturaleza (The Masterpiece of Nature), Sexo y Muerte en Protozos: La Historia de la Obsesión (Sex and Death in Protozoa: The History of Obsession), y Selección: El Mecanismo de evolución (Selection: The Mechanism of Evolution) que fue publicada en 1996 con una segunda edición en 2008. Sus otros libros incluyen La Evolución de Vida (The Evolution of Life) y Los fundamentos de la selección (The Basics of Selection).

### Honores y premios
Bell fue elegido miembro de la Royal Society of Canadá en 1994. Fue galardonado con el premio Léo-Pariseau en 2002 y el Prix Marie-Victorin en 2004. Fue elegido presidente de la Royal Society of Canadá en 2013, y se convirtió en miembro de la Academia americana de Artes y Ciencias en 2014. Fue elegido socio de la Royal Society en 2016.